# Château du Suquet
Pour les articles homonymes, voir Château (homonymie) et Suquet.
Le château du Suquet ou château de la Castre ou monastère fortifié de Cannes est un ancien monastère-château fort du XIe siècle, du mont historique du Suquet à Cannes, dans les Alpes-Maritimes en Provence-Alpes-Côte d'Azur. Sa tour du Suquet et sa chapelle Sainte-Anne forment avec l'église Notre-Dame-de-l'Espérance (XVIe siècle) un ensemble classé aux monuments historiques depuis le 28 juillet 1937. Il abrite le musée des Explorations du monde depuis 1919,.

## Géographie
Cet ancien monastère-château fort féodal des abbés de l'abbaye de Lérins et du monastère fortifié de l'abbaye de Lérins, est construit sur l'emplacement de l'ancien Castellum Marcellini, à proximité de la Via Julia Augusta de l'antiquité romaine, autour de l'actuelle place de la Castre, au sommet de la colline du Suquet (le Mont-Chevalier), quartier du Vieux Cannes historique, qui domine la ville, le Vieux-Port de Cannes, la baie de Cannes, et les îles de Lérins au large.

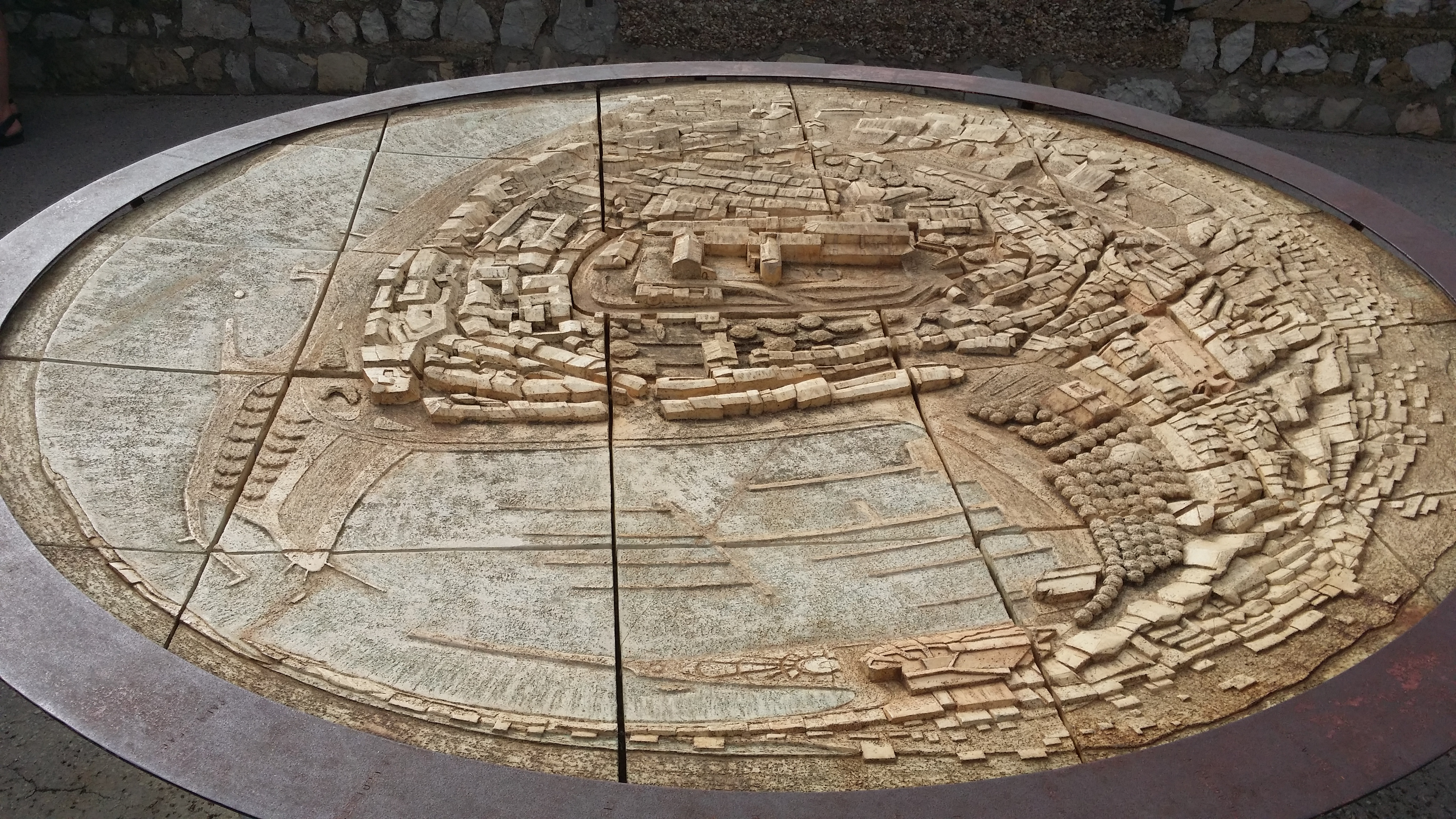
Table d'orientation du sommet de la tour du Suquet du mont historique du Suquet de Cannes.
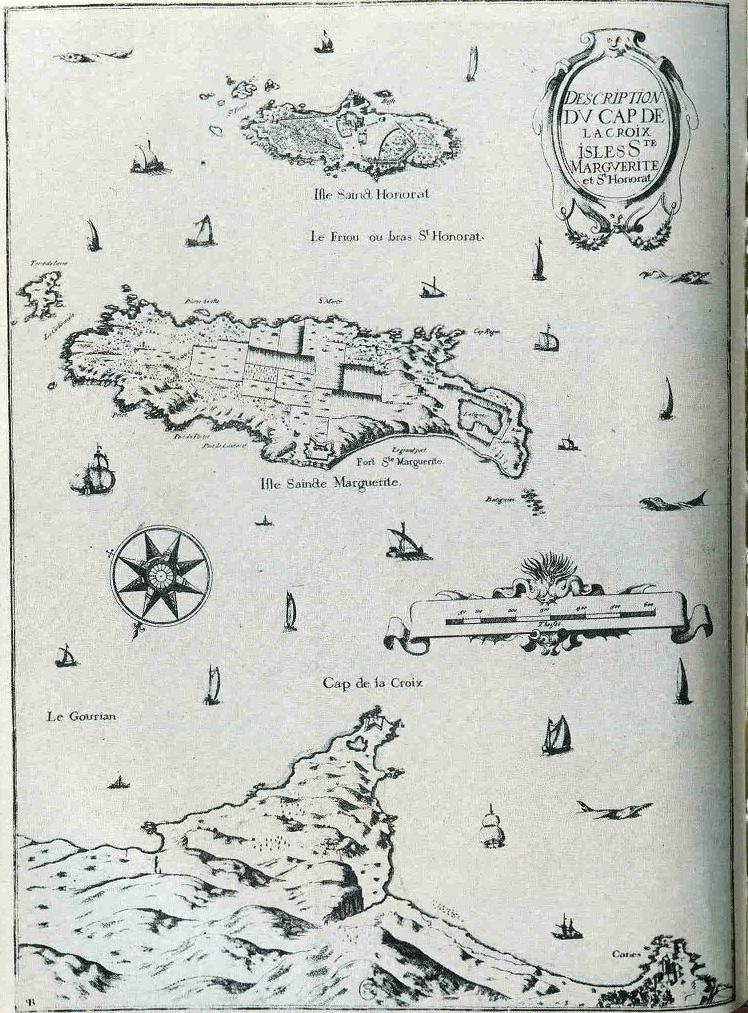
Cannes et les îles de Lérins en 1727, avec le château du Suquet en bas à droite.

## Historique
Après avoir vaincu et chassé les Sarrasins de Provence en 973, les frères comtes et marquis Guillaume Ier et Rotboald Ier de Provence confient en 960 le castellum Marcellini antique du Suquet au premier seigneur Rodoard de Grasse et d'Antibes, leur vassal,, chef d'une branche de la maison de Grasse, avec le fief d'Antibes dont Cannes fait partie, en récompense de sa fidélité. Guillaume-Gruette (fils cadet de Rodoard), entre dans les ordres et cède vers 1030 une partie de ses terres à l'abbaye de Lérins (du diocèse de Grasse). Cet acte de donation et de fondation deviendra plus tard la commune de Cannes,,,. 
L'abbé de Lérins Aldebert II entreprend vers 1080 la construction sur le site du castellum d'un mur d'enceinte fortifié et de la tour du Suquet, donjon de gué de 22 m de haut avec vue panoramique à 360° sur les environs, pour surveiller la baie de Cannes et se défendre des corsaires et des sarrasins. Un système de signalisation par des feux entre cette tour-donjon et celle du monastère fortifié de l'abbaye de Lérins est installé en 1327.

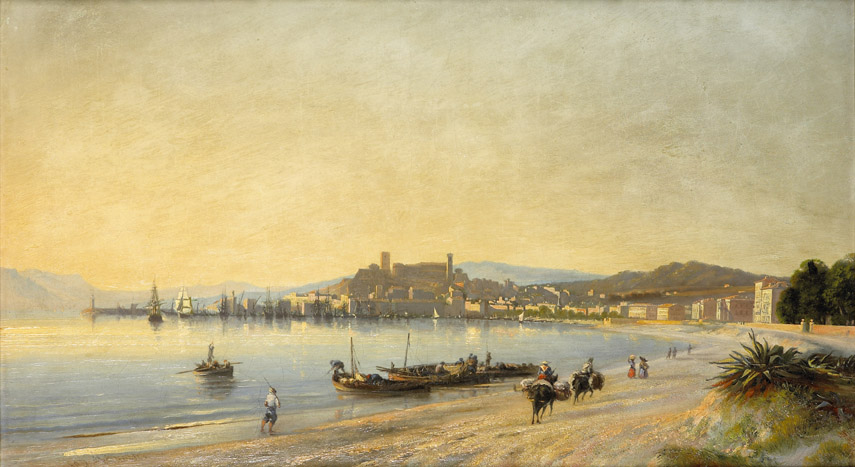
Par Adolphe Fioupou (1860)
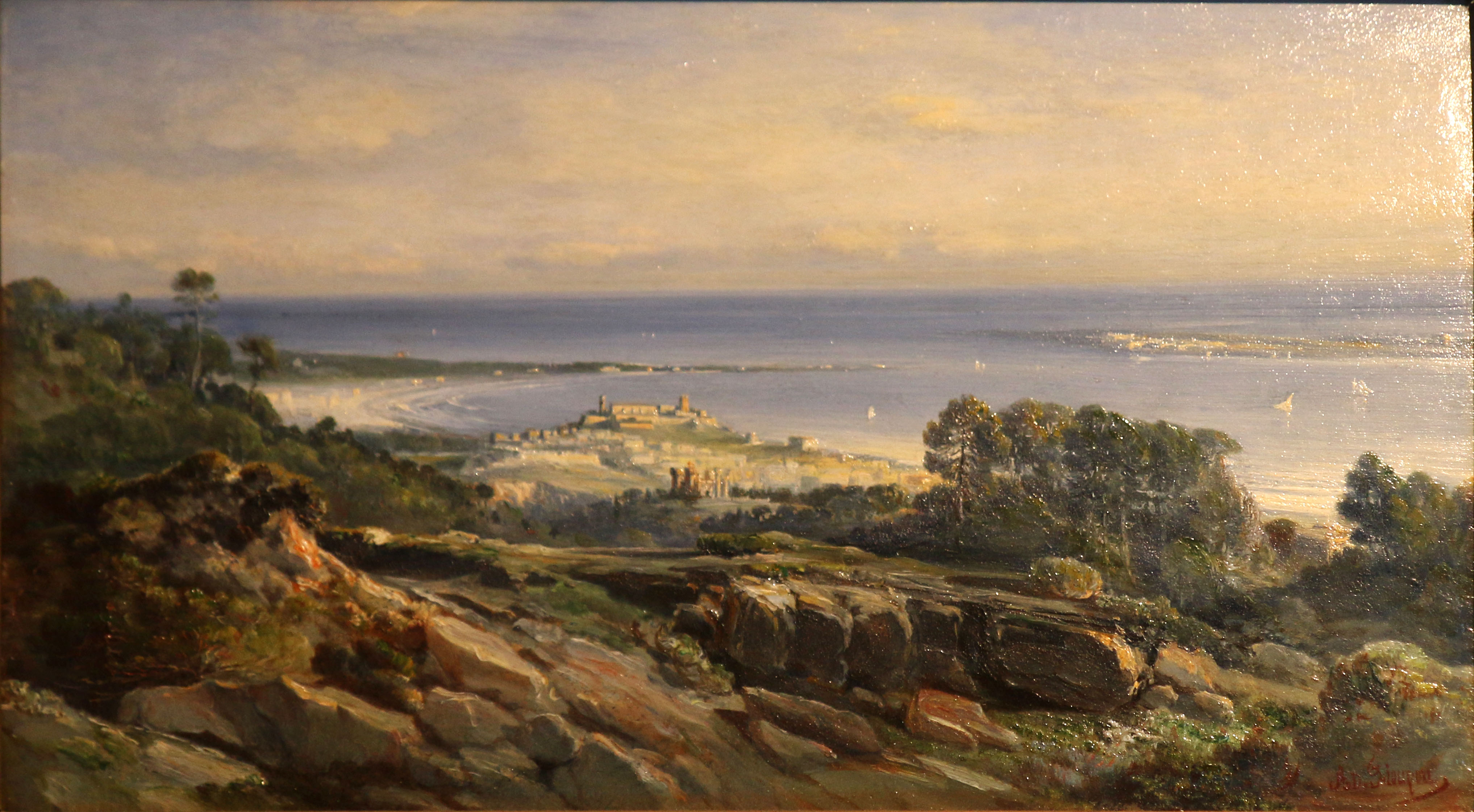
par Adolphe Fioupou  (XIXe siècle)

En 1178, les abbés de l'abbaye de Lérins et du monastère fortifié de l'abbaye de Lérins (du XIe siècle) renomment le Castellum Marcellini en Castellum Francum (château franc) et le développe en monastère fortifié féodal, autour de la précédente tour du Suquet, entouré d'un bourg médiéval fortifié, sur un plan carré, à l'image d'un château fort, avec enceinte défensive, corps de logis, église fortifiée Notre-Dame-du-Puy (en partie romane, actuelle chapelle Sainte-Anne), hôpital, et jardin médiéval monastique. 

Quelques vestiges de l'ancien château du Suquet
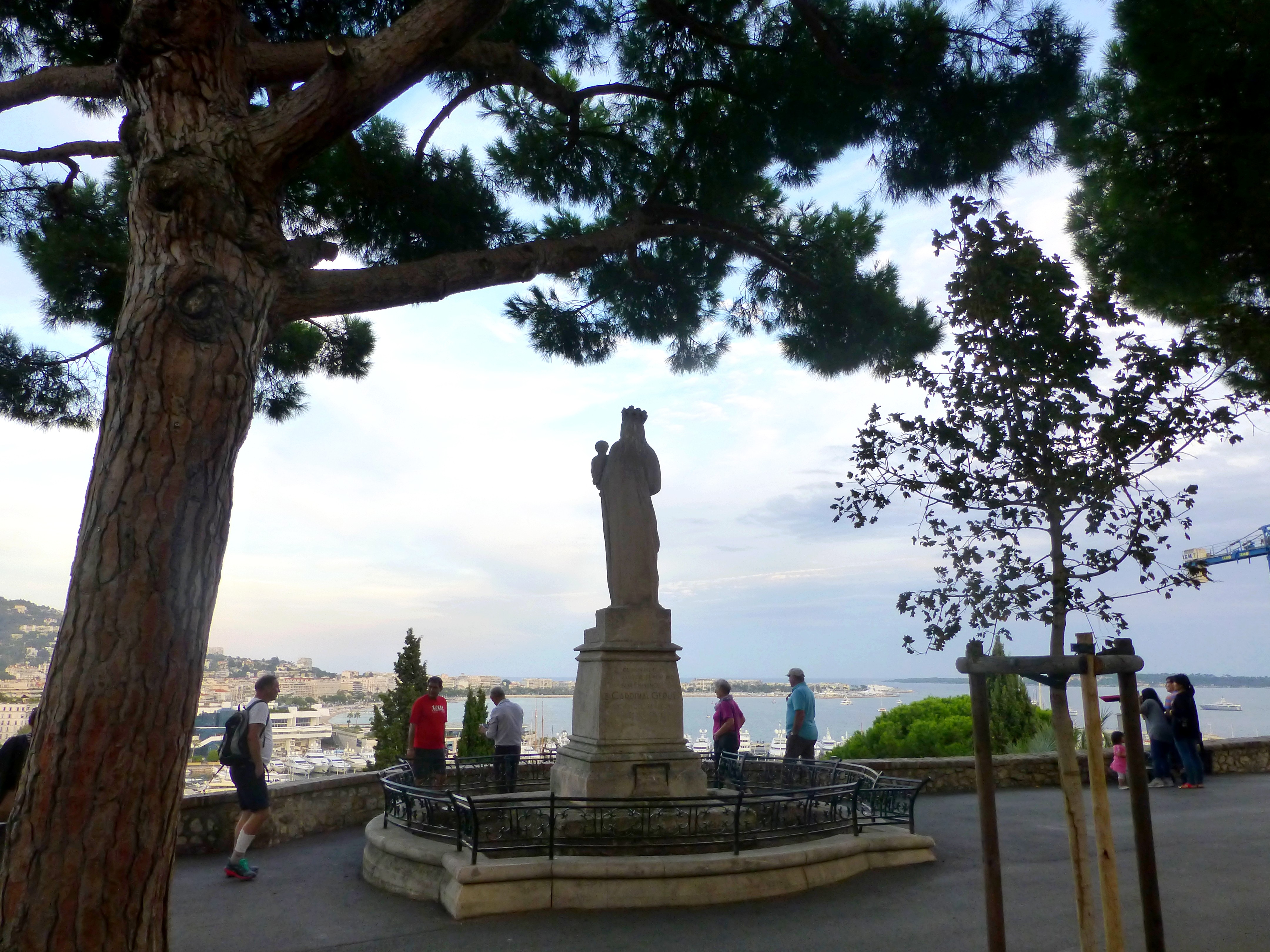
Vue panoramique avec Notre-Dame d'Espérance, depuis la place de la Castre
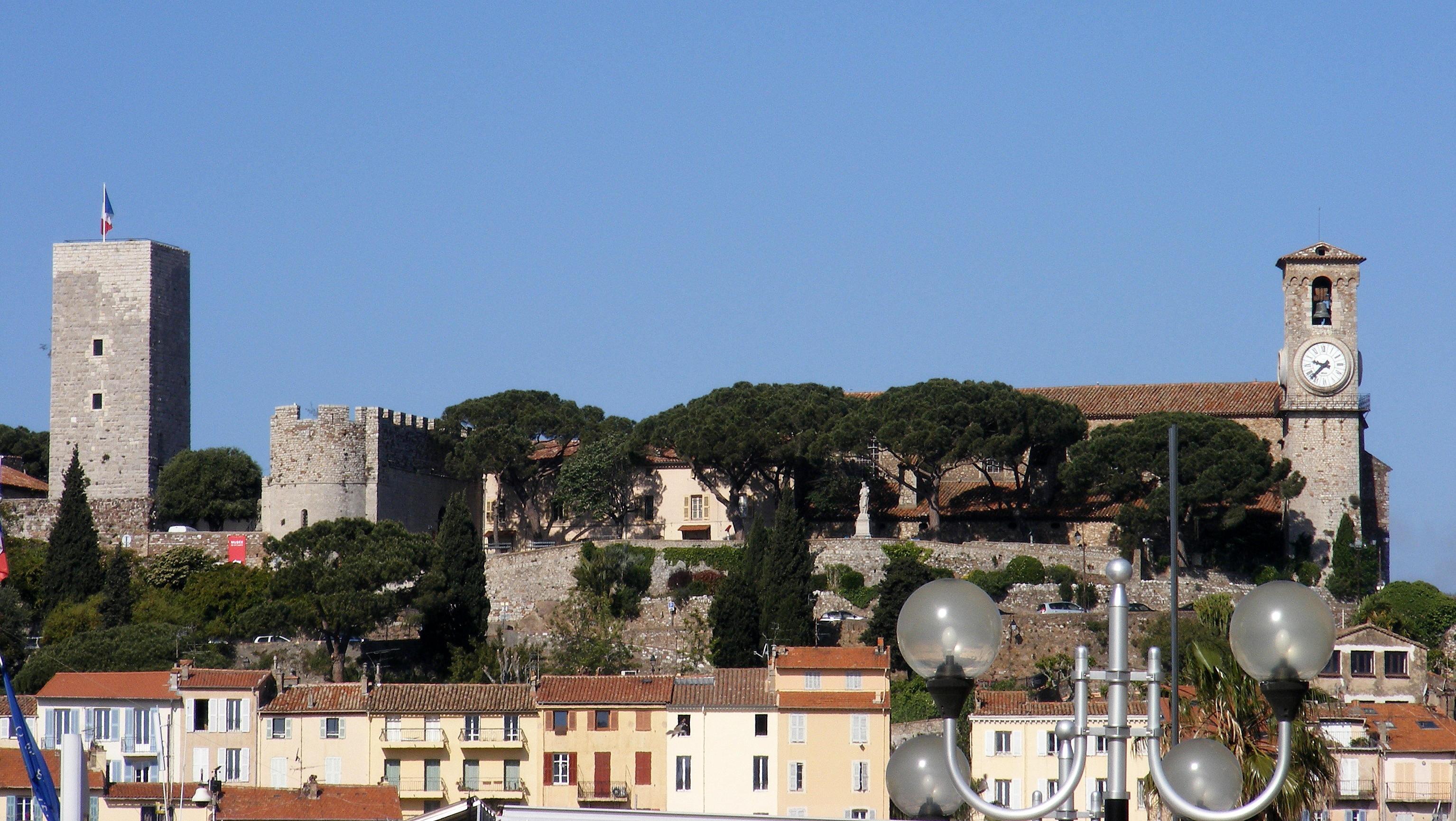
Tour du Suquet, chapelle Sainte-Anne, et église Notre-Dame-d'Espérance
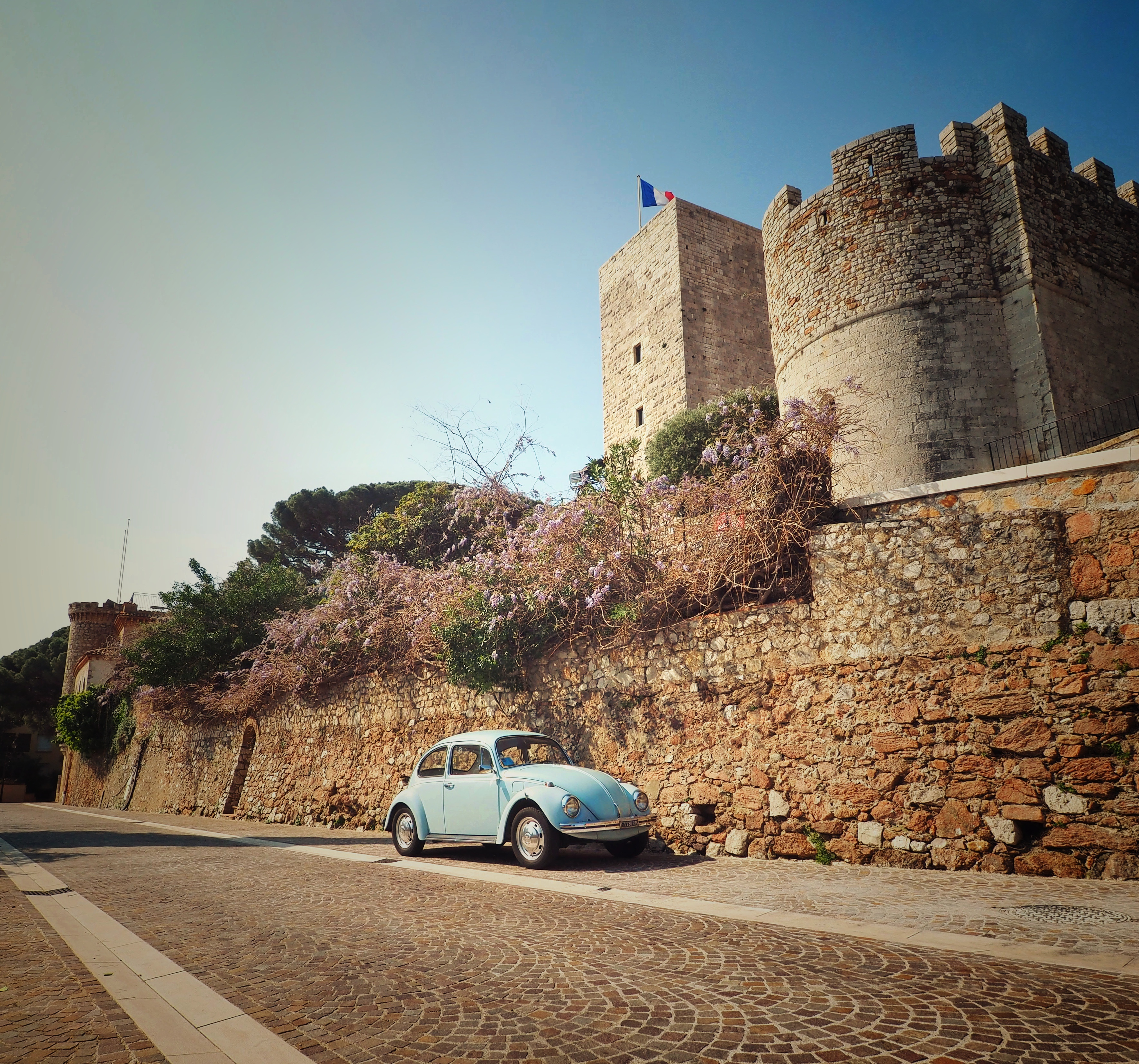
Tour du Suquet et chapelle Sainte-Anne
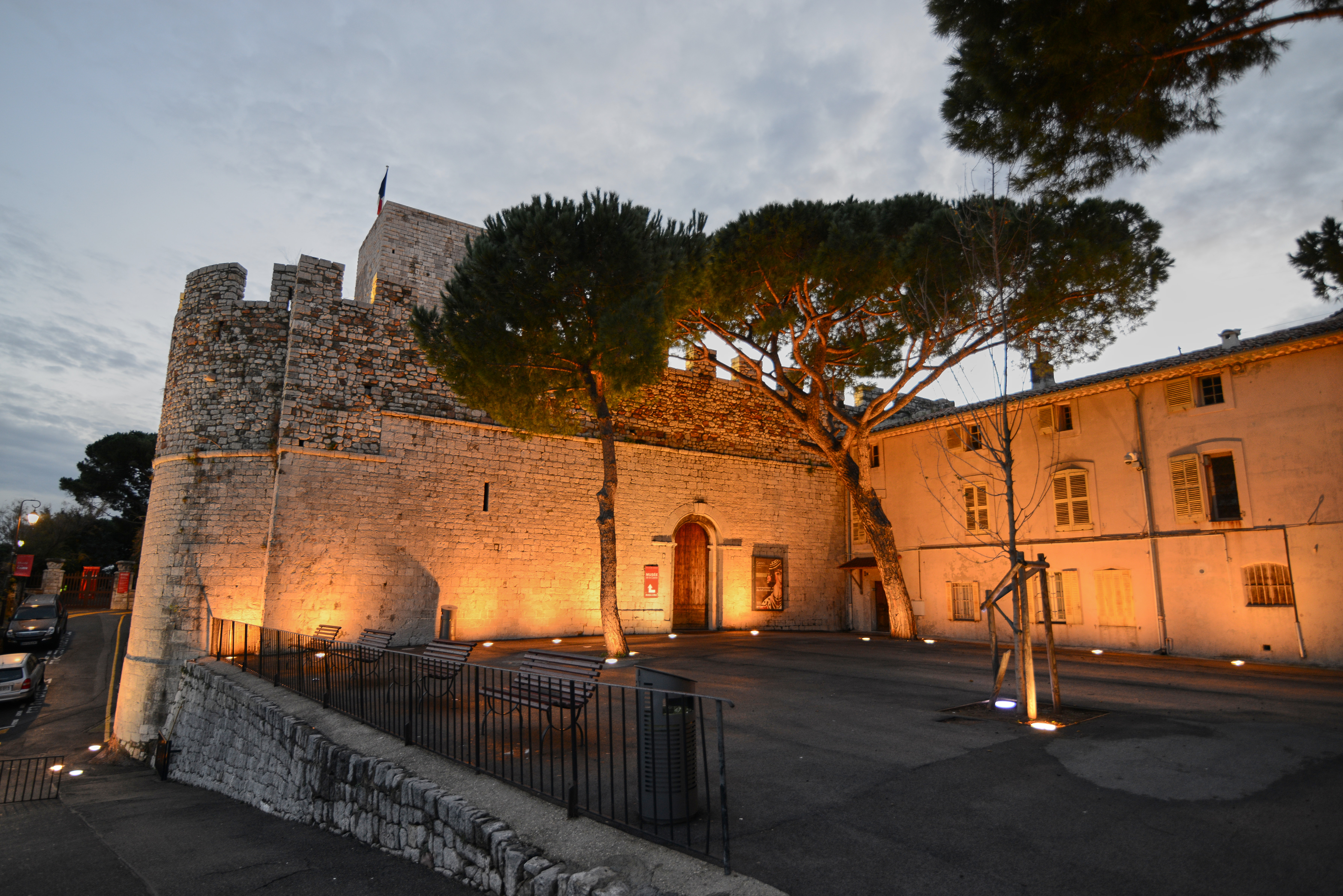
Cours intérieur de la chapelle Sainte-Anne
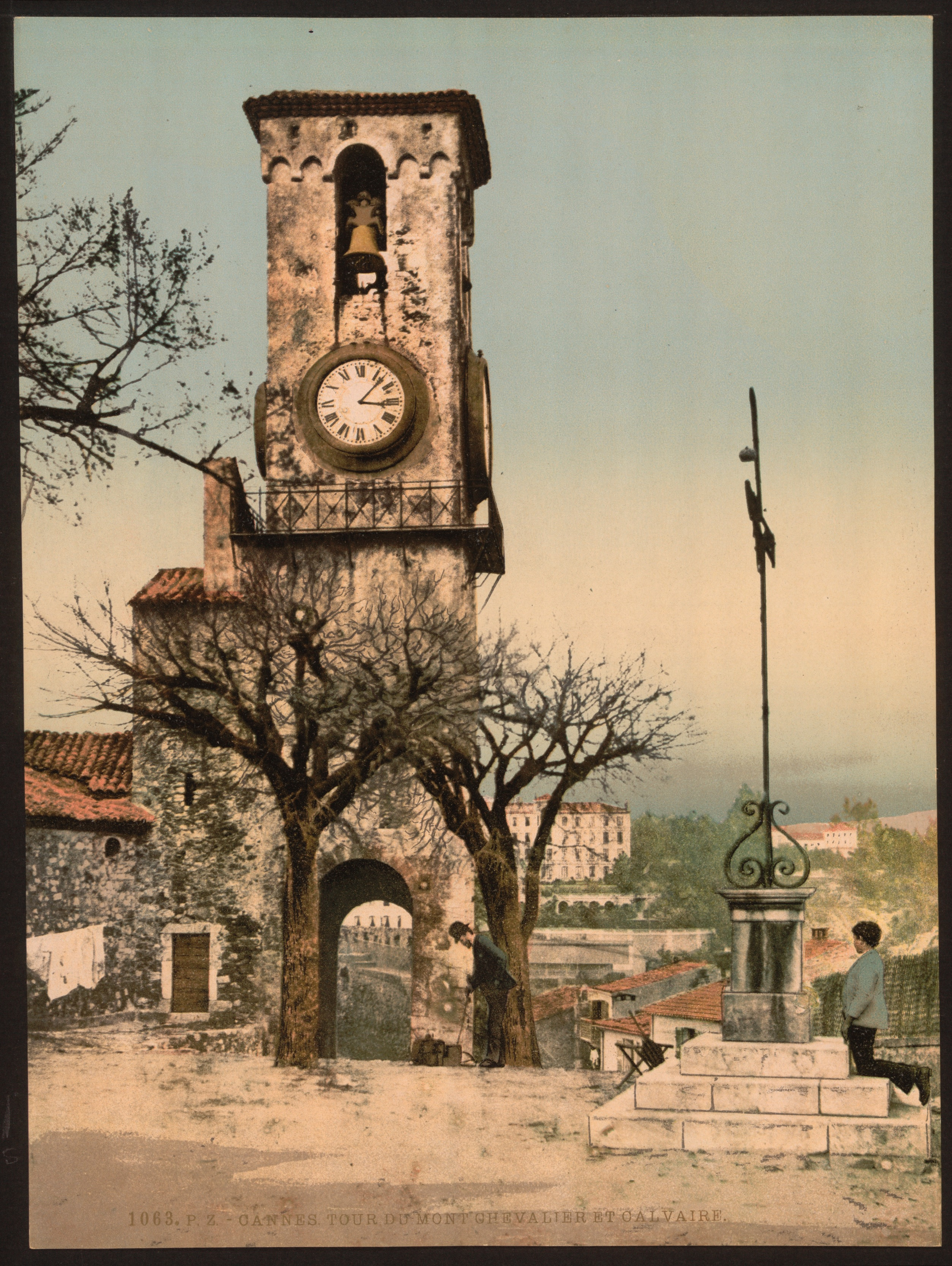
Clocher-tour et calvaire
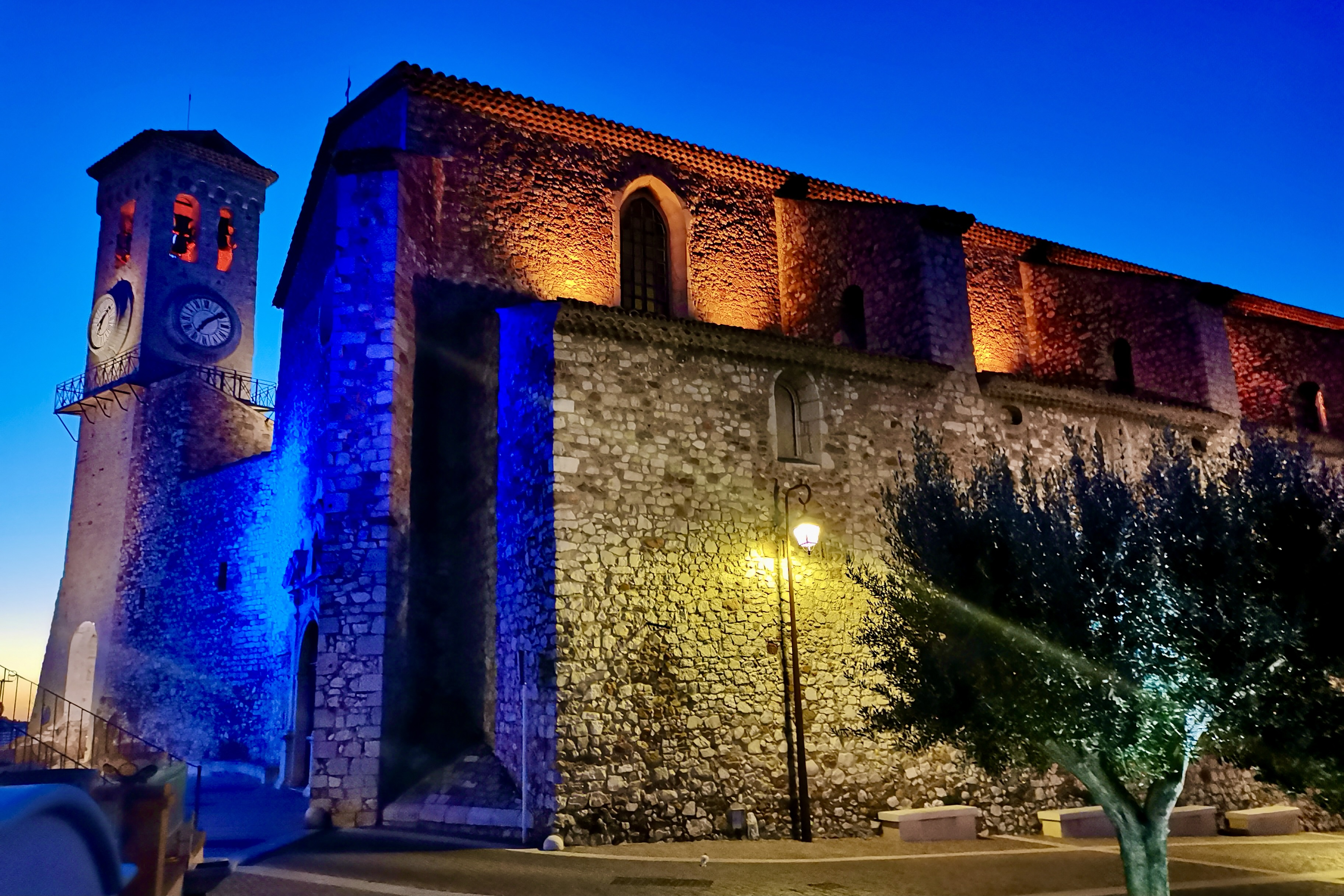
Église fortifiée Notre-Dame-de-l'Espérance
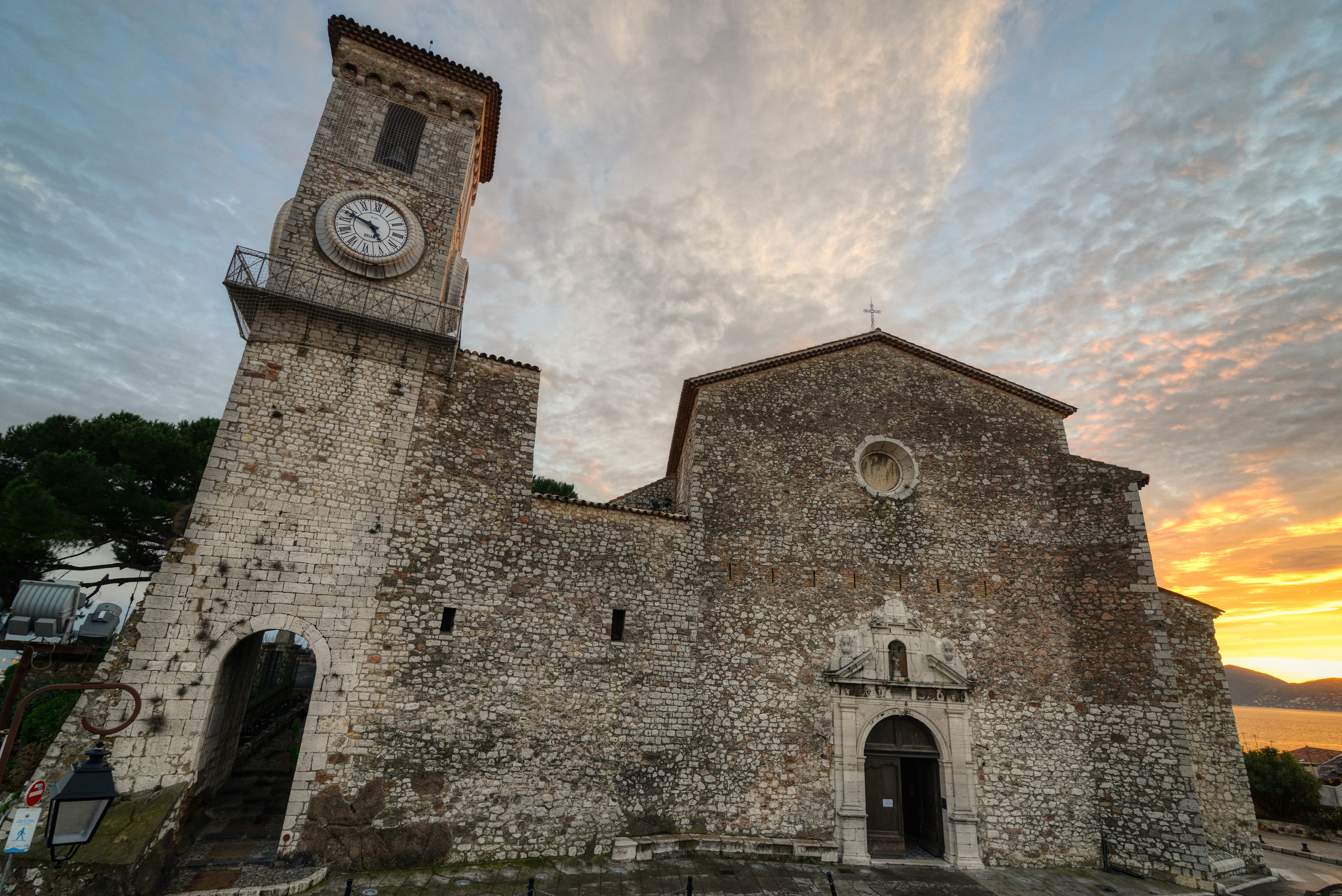
Église Notre-Dame-de-l'Espérance
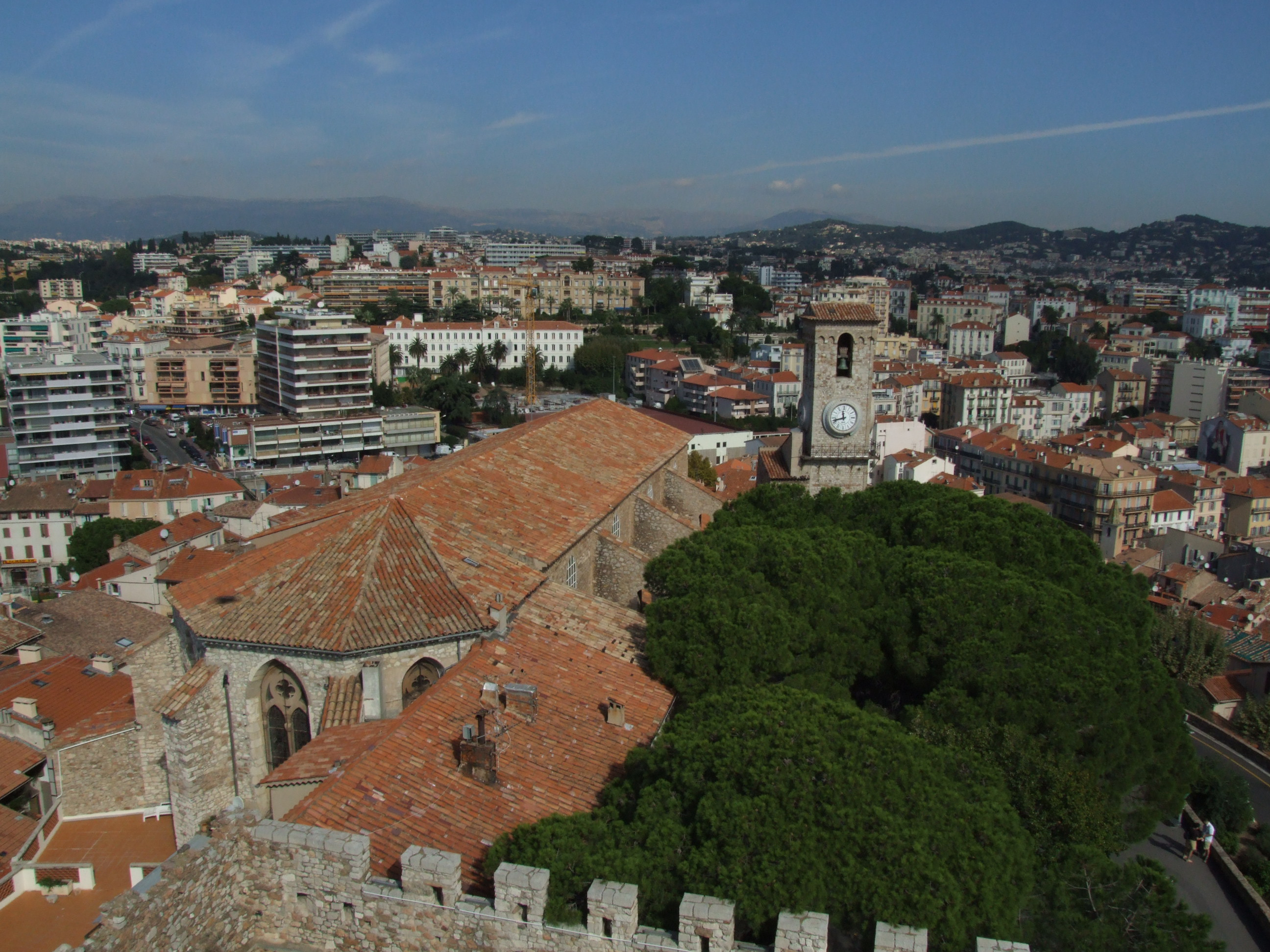
Église Notre-Dame-de-l'Espérance
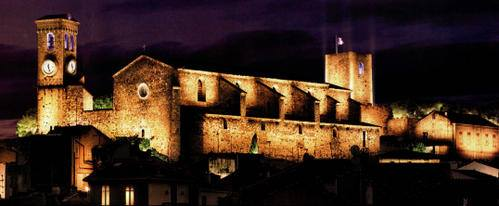
Église Notre-Dame-de-l'Espérance

Le château est plusieurs fois remanié, laissé à l'abandon, puis restauré entre autres en 1512 par l'abbé de Lérins Augustin Grimaldi. L'église Notre-Dame-d'Espérance de Cannes est fondée et intégrée à l’enceinte fortifiée du château en 1521. Endommagé à la fin du XVIe siècle, le château est partiellement détruit au XVIIIe siècle sur ordre de l’évêque de Grasse. Des travaux d'assainissement et de voirie du XVIIIe et XIXe siècles conduisent à la destruction d'une partie des remparts. Le château, partiellement détruit, est vendu à titre de bien national en 1791, à la Révolution française, au futur maire de Cannes Jean-Charles Hibert. Il devient en 1878 une manufacture de céramique « La faïencerie d'art Léon Castel du Mont-Chevalier ». La municipalité de Cannes l'achète aux héritiers de la famille Hibert en 1919 pour y installer le musée de la Castre de l'hôtel de ville de Cannes (actuel musée des Explorations du monde).

## Lieux en lien avec le château
- Le Suquet (Mont Chevalier)
- Castellum Marcellini (antiquité romaine)
- Vieux-Port de Cannes (antiquité)
- Place de la Castre
- Abbaye de Lérins (XIe siècle)
- Monastère fortifié de l'abbaye de Lérins (XIe siècle)
- Tour du Suquet (XIe siècle)
- Chapelle Sainte-Anne (XIe siècle)
- Église Notre-Dame-d'Espérance de Cannes (XVIe siècle)
- Musée de la Castre, puis musée des Explorations du monde (1919)

## Événements
- Nuits musicales du Suquet